# Suchy Żleb (Dolina Cicha)
Suchy Żleb (słow. Suchý žľab) – żleb w  Dolinie Cichej w słowackich Tatrach. Znajduje się w orograficznie prawych zboczach tej doliny, a więc w Tatrach Zachodnich. Opada z grani Hliny, spod Hlińskiego Wierchu (1863 m) we wschodnim kierunku do dna Doliny Cichej, nieco poniżej wylotu doliny Koprowicy. Jego obramowanie tworzą odnogi wschodniego grzbietu Hlińskiego Wierchu, rozgałęziające się na wysokości około 1720 m. W dolnej części żleb jest wąski i głęboko wcięty, w górnej ma kilka bocznych, płytkich ramion. Jest całkowicie zalesiony lub porośnięty kosodrzewiną, jedynie w górnych partiach jego dno jest trawiaste. Dolną częścią spływa niewielki potok uchodzący do Cichej Wody. Zimą żlebem schodzą lawiny. Zalesiony wylot żlebu jest widoczny z trasy turystycznej wiodącej dnem Doliny Cichej. Znajduje się blisko Wyżniej Cichej Polany.